# Championnat du Sénégal de football 2017-2018
Navigation
Ligue 1 2016-2017 Ligue 1 2018-2019
La saison 2017-2018 de Ligue 1 sénégalaise est la cinquante-cinquième (55e) édition du championnat du Sénégal de football et la dixième(10e) sous l'appellation « Ligue 1 ». Elle est remportée par ASC Jaraaf.
La saison a débuté le 25 novembre 2017. Les deux équipes promues de deuxième division sont l'AS Dakar Sacré-Cœur et l'équipe de Sonacos. L'US Ouakam, initialement suspendue pour cinq ans de toutes activités liées au football à la suite des incidents survenus lors de la finale de la Coupe de Ligue 2017, est réintégrée en cours de saison.

## Participants
| \| Dakar Casa Sport Sonacos Linguère Mbour Ndiambour \| Localisation des clubs engagés dans le championnat. |
| Dakar Casa Sport Sonacos Linguère Mbour Ndiambour                                                           |

Au lancement du championnat, quatorze équipes participent, douze d'entre elles étant déjà présentes la saison précédente, auxquelles s'ajoutent deux promus que sont AS Dakar Sacré-Cœur et Sonacos. L'US Ouakam, huitième du précédent championnat, a été suspendu cinq ans à la suite du drame qui s'est produit à Demba-Diop en finale de la coupe de la ligue. Cette sanction est levée en janvier 2018 par le tribunal arbitral du sport, ce qui implique la réintégration du club lébou et le rattrapage de ses matchs.
| Club                                                          | Classement 2016-2017 | Entraîneur               | Ville                   |
| ------------------------------------------------------------- | -------------------- | ------------------------ | ----------------------- |
| Association sportive Génération Foot                          | 1er                  | Olivier Perrin           | Déni Biram Ndao (Dakar) |
| Guédiawaye Football Club                                      | 2e                   |                          | Guédiawaye (Dakar)      |
| Diambars Football Club                                        | 3e                   | Pape Boubacar Gadiaga    | Saly (Mbour)            |
| Association sportive et culturelle Diaraf                     | 4e                   | Malick Daf               | Dakar                   |
| Casa Sport                                                    | 5e                   | Athanas Tendeng          | Ziguinchor              |
| NGB ASC Niary Tally                                           | 6e                   | Landry Lopy              | Dakar                   |
| Mbour Petite-Côte FC                                          | 7e                   | Badara Sarr              | Mbour                   |
| US Ouakam                                                     | 8e                   | Oumar Gueye N'Diaye      | Dakar                   |
| Stade de Mbour                                                | 9e                   | Youssouph Dabo           | Mbour                   |
| Association Sportive des Douanes                              | 10e                  | Joseph Mangane Senghor   | Dakar                   |
| Teungueth Football Club                                       | 11e                  | Souleymane Diallo        | Rufisque (Dakar)        |
| Association sportive artistique et culturelle Ndiambour       | 12e                  | El Hadji Malick Diop     | Louga                   |
| Association sportive et culturelle La Linguère de Saint-Louis | 13e                  | El Hadji Abdou Aziz Wade | Saint-Louis             |
| AS Dakar Sacré-Cœur                                           | 1er (Ligue 2)        | Bruno Rohart             | Dakar                   |
| Association sportive et culturelle Suneor                     | 2e (Ligue 2)         |                          | Diourbel                |

Légende des couleurs
- Ligue des champions 2018
- Coupe de la confédération 2018
- Promu de Ligue 2 2016-2017

## Compétitions

### Matchs
| Résultats (▼dom., ►ext.)                                   | Casa | DSC | DFC | ASD | GF  | GFC | JAR | LIN | MPC | SdM | USO | NDI | NGB | SON | TFC |
| Casa Sports                                                |      | 1-3 | 2-2 | 2-0 | 1-0 | 2-0 | 1-2 | 1-1 | 2-1 | 2-2 | 4-0 | 1-0 | 1-0 | 1-1 | 0-2 |
| AS Dakar Sacré-Cœur                                        | 1-1  |     | 0-0 | 1-0 | 2-1 | 2-0 | 0-0 | 0-0 | 2-1 | 1-2 | 0-0 | 2-0 | 0-1 | 2-4 | 0-2 |
| Diambars FC                                                | 0-0  | 0-0 |     | 0-1 | 2-1 | 3-1 | 1-1 | 0-0 | 0-0 | 0-0 | 5-0 | 3-0 | 1-0 | 0-1 | 0-2 |
| AS Douanes                                                 | 1-1  | 0-1 | 3-1 |     | 1-0 | 1-0 | 0-1 | 1-1 | 1-2 | 1-2 | 1-1 | 2-0 | 2-1 | 1-3 | 1-0 |
| Génération Foot                                            | 2-1  | 2-1 | 5-1 | 0-2 |     | 2-0 | 1-1 | 0-0 | 1-0 | 3-2 | 2-0 | 2-1 | 4-1 | 1-0 | 1-0 |
| Guédiawaye FC                                              | 0-1  | 0-4 | 0-0 | 0-2 | 2-4 |     | 1-3 | 0-1 | 2-4 | 0-0 | 2-1 | 0-1 | 0-4 | 1-2 | 0-0 |
| ASC Jaraaf                                                 | 2-1  | 2-1 | 3-1 | 1-2 | 1-0 | 2-0 |     | 1-1 | 3-1 | 1-0 | 2-0 | 2-2 | 3-1 | 3-1 | 1-3 |
| ASC La Linguère                                            | 1-1  | 1-0 | 0-0 | 1-0 | 0-6 | 0-0 | 0-1 |     | 1-1 | 1-0 | 0-0 | 0-0 | 1-0 | 0-1 | 0-1 |
| Mbour Petite-Côte                                          | 2-2  | 1-0 | 2-1 | 2-0 | 0-0 | 2-2 | 0-0 | 3-0 |     | 0-0 | 2-2 | 1-5 | 3-2 | 2-2 | 3-0 |
| Stade de Mbour                                             | 3-0  | 1-4 | 1-1 | 0-1 | 0-0 | 3-1 | 1-1 | 0-1 | 0-1 |     | 0-2 | 2-1 | 0-1 | 3-0 | 4-2 |
| US Ouakam                                                  | 0-4  | 0-4 | 1-4 | 1-1 | 0-5 | 0-1 | 0-2 | 1-2 | 1-4 | 2-1 |     | 1-2 | 1-0 | 0-2 | 0-0 |
| ASAC Ndiambour                                             | 1-0  | 1-1 | 1-1 | 0-0 | 1-1 | 0-0 | 0-2 | 0-0 | 2-1 | 1-1 | 2-0 |     | 2-0 | 2-1 | 1-0 |
| NGB ASC Niarry Tally                                       | 1-1  | 1-0 | 1-0 | 1-2 | 0-3 | 2-0 | 1-4 | 0-0 | 2-0 | 1-3 | 3-1 | 2-2 |     | 2-0 | 1-0 |
| Sonacos                                                    | 2-1  | 2-0 | 0-0 | 1-1 | 2-1 | 2-1 | 0-1 | 1-1 | 0-0 | 0-1 | 2-0 | 1-0 | 2-1 |     | 0-0 |
| Teungueth FC                                               | 2-0  | 1-1 | 0-0 | 0-0 | 2-0 | 2-0 | 1-0 | 0-1 | 1-0 | 0-1 | 2-1 | 1-1 | 0-2 | 3-0 |     |
| - Victoire à domicile - Match nul - Victoire à l'extérieur |      |     |     |     |     |     |     |     |     |     |     |     |     |     |     |

### Classement
Source :  sur le site de la LSFP.

| Rang | Équipe                | Pts | J  | G  | N  | P  | Bp | Bc | Diff |
| ---- | --------------------- | --- | -- | -- | -- | -- | -- | -- | ---- |
| 1    | Jaraaf                | 61  | 28 | 18 | 7  | 3  | 46 | 21 | +25  |
| 2    | AS Génération Foot T  | 50  | 28 | 15 | 5  | 8  | 48 | 24 | +24  |
| 3    | Sonacos P             | 46  | 28 | 13 | 7  | 8  | 33 | 29 | +4   |
| 4    | Teungueth FC          | 43  | 28 | 12 | 7  | 9  | 26 | 19 | +7   |
| 5    | AS Douanes            | 43  | 28 | 12 | 7  | 9  | 28 | 24 | +4   |
| 6    | Mbour Petite-Côte FC  | 40  | 28 | 10 | 10 | 8  | 39 | 34 | +5   |
| 7    | ASC La Linguère       | 39  | 28 | 8  | 15 | 5  | 15 | 19 | -4   |
| 8    | AS Dakar Sacré-Cœur P | 38  | 28 | 10 | 8  | 10 | 33 | 25 | +8   |
| 9    | Stade de Mbour        | 38  | 28 | 10 | 8  | 10 | 33 | 28 | +5   |
| 10   | ASAC Ndiambour        | 38  | 28 | 9  | 11 | 8  | 29 | 28 | +1   |
| 11   | Casa Sport            | 37  | 28 | 9  | 10 | 9  | 35 | 32 | +3   |
| 12   | NGB                   | 36  | 28 | 11 | 3  | 14 | 32 | 36 | -4   |
| 13   | Diambars FC           | 32  | 28 | 6  | 14 | 8  | 27 | 26 | +1   |
| 14   | US Ouakam             | 15  | 28 | 3  | 6  | 19 | 16 | 59 | -43  |
| 15   | Guédiawaye FC         | 12  | 28 | 2  | 6  | 20 | 14 | 50 | -36  |

Qualifications africaines
Ligue des champions 2019
- 1er : 1er Tour

Coupe de la confédération 2018-2019
- C : 1er Tour

Relégation en Ligue 2 2018-2019
- 13e au 15e : relégation

Abréviations
- T : Tenant du titre
- C : Vainqueur de la Coupe du Sénégal
- L : Vainqueur de la Coupe de la Ligue
- P : Promus de Ligue 2 2016-2017

### Statistiques
Amadou Dia Ndiaye, attaquant de Génération Foot, termine meilleur buteur du championnat, avec 16 buts. Il devance Thierno Thioub (Stade de Mbour) grâce à un triplé inscrit lors du dernier match de la saison.
| Rang | Joueur            | Club               | Buts |
| ---- | ----------------- | ------------------ | ---- |
| 1    | Amadou Dia Ndiaye | AS Génération Foot | 16   |
| 2    | Thierno Thioub    | Stade de Mbour     | 15   |